# کیکی آفونسو
کیکی آفونسو (انگلیسی: Kiki Afonso؛ زادهٔ ۱۰ دسامبر ۱۹۹۴) بازیکن فوتبال اهل پرتغال است.
از باشگاه‌هایی که در آن بازی کرده‌است می‌توان به باشگاه فوتبال داگنم و ردبریج، باشگاه فوتبال ریو آوه، باشگاه فوتبال ژیل ویسنته، و باشگاه فوتبال اتلتیکو کلوب پرتغال اشاره کرد.
وی همچنین در تیم ملی فوتبال زیر ۲۰ سال پرتغال بازی کرده‌است.